# Brodsky-Synagoge

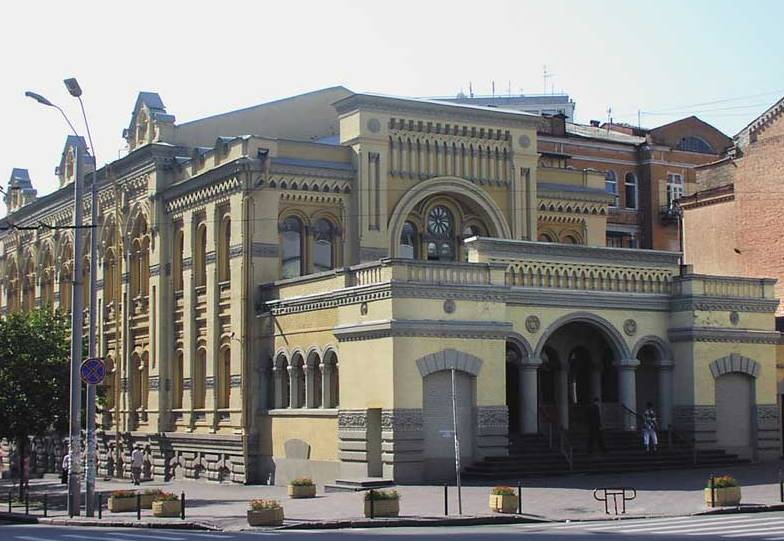
Die Brodsky- oder Choral-Synagoge

Die Brodsky-Synagoge (Jiddisch: Brodsky Shul בראדסקי שול), auch Choral-Synagoge, ist neben der Podil-Synagoge und der Halyzka-Synagoge eine der noch benutzten Synagogen in Kiew in der Ukraine. Sie wurde im Jahre 2000 wieder als Synagoge eingeweiht.

## Geschichte
Die Synagoge wurde in den Jahren 1897/98 nach Plänen von Georg Schleifer im maurischen Stil erbaut. Der Bau der Synagoge wurde von dem Zuckermagnaten und Philanthropen Lasar Brodskyj finanziert.
Im Jahre 1926 wurde das Gotteshaus beschlagnahmt. Das Gebäude wurde daraufhin als Klub für Künstler genutzt. Während der Besetzung durch das NS-Regime wurde die Synagoge als Stall für die Pferde der Armee genutzt. Seit 1955 war es ein Puppentheater.
1991 wurde Moshe Reuven Azman Rabbiner der Jewish Religious Community Chabad Lubavich und forderte die Rückgabe der Synagoge an die jüdische Gemeinde Kiew, die im Dezember 1997 erfolgte. In den 70 Jahren der Umnutzung hatte die Einrichtung der Synagoge starke Beschädigungen erlitten. Ihr Gewölbebogen und die Bimah waren herausgeschlagen worden, um eine Zwischendecke einzubauen. Die Frauenemporen waren zu Büros umgebaut worden. Im Januar 1999 begann ein fünfzehnmonatiges Rekonstruktionsprogramm, um danach die Synagoge wieder als solche nutzen zu können.

## Galerie

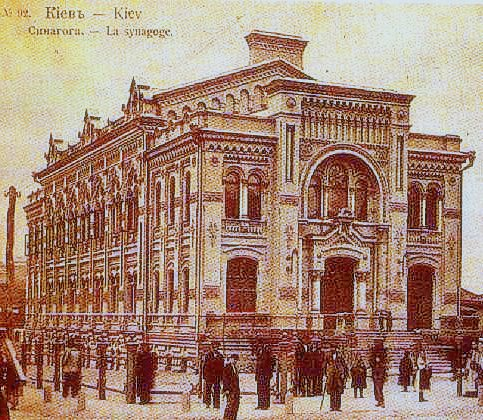
Postkarte von 1901
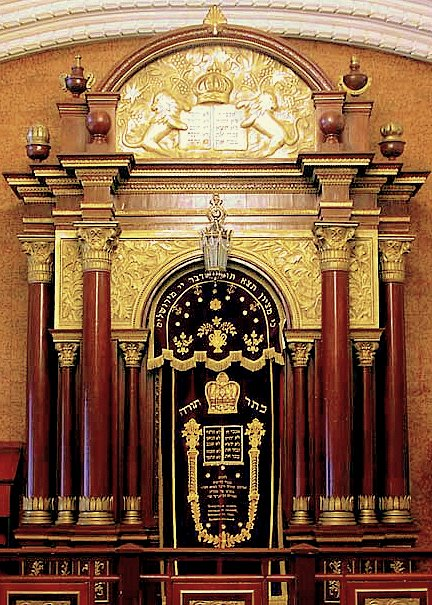
Innenansicht
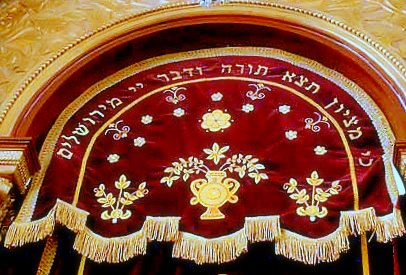
Innenansicht